# Pandémie de Covid-19 au Liban
La pandémie de Covid-19 au Liban démarre officiellement le 21 février 2020. À la date du 31 octobre 2022, le bilan est de 10 706 morts.

## Chronologie
Le premier cas de Covid-19 est confirmé le 21 février 2020. Il s'agit d'une femme de quarante-cinq ans de retour d'Iran et transférée à l'hôpital Rafiq Hariri de Beyrouth après avoir été testée positive.

## Statistiques

Nombre de cas et de décès au Liban unis depuis le début de l'épidémie.